# Jewgeni Wassiljewitsch Frolow

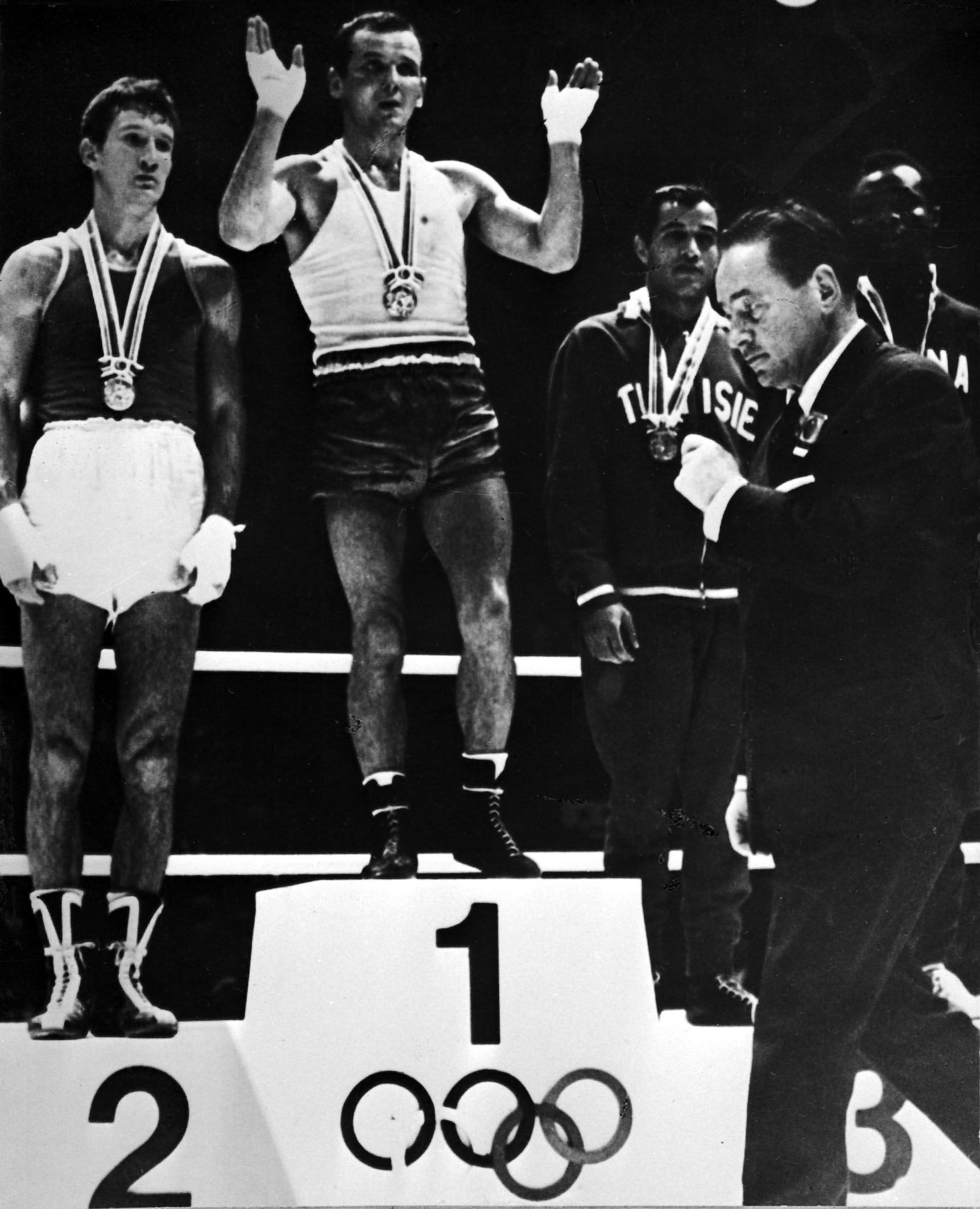
Jewgeni Frolow (links) bei den Olympischen Spielen 1964

Jewgeni Wassiljewitsch Frolow (russisch Евгений Васильевич Фролов; * 14. Juni 1941 in Moskau) ist ein ehemaliger sowjetischer Boxer. Er gewann bei den Olympischen Spielen 1964 in Tokio eine Silbermedaille im Halbweltergewicht.

## Werdegang
Jewgeni Frolow begann als Jugendlicher in Moskau mit dem Boxen. Er gehörte dem Sportclub Trud, später Spartak Moskau an. Bei einer Größe von 1,77 Metern kämpfte er als Erwachsener im Halbweltergewicht, der Gewichtsklasse bis 63,5 kg Körpergewicht.
Im Jahre 1961 nahm er erstmals an der sowjetischen Meisterschaft der Senioren teil und erreichte dort das Halbfinale, in dem er gegen Gennadi Tschurnajew nach Punkten verlor. 1962 wurde er dann erstmals sowjetischer Meister und besiegte dabei im Halbfinale den Titelverteidiger Aloizs Tumiņš nach Punkten. Im Finale bezwang er Jewgeni Scherznew. 1963 fehlte er bei der sowjetischen Meisterschaft und 1964 unterlag er im Finale gegen Wladimir Karimow knapp nach Punkten. In den vorbereitenden Lehrgängen auf die Olympischen Spiele 1964 in Tokio überzeugte er aber die Trainer so, dass sie ihm dort dem Vorzug vor Karimow gaben. In Tokio besiegte Jewgeni Frolow im Halbweltergewicht Brian Mansell aus Neuseeland durch KO in der 2. Runde und Charley Ellis aus den Vereinigten Staaten knapp nach Punkten (3:2 Richterstimmen). Anschließend kam er zu einem kampflosen Sieg über den verletzten Wladimir Kucera aus der CSSR und zu einem klaren Punktsieg über Habib Galhia aus Tunesien (5:0) und stand damit im Finale gegen Jerzy Kulej aus Polen. Kulej dominierte diesen Kampf und gewann mit 5:0 Richterstimmen einstimmig nach Punkten. Jewgeni Frolow gewann damit die Silbermedaille.
In den Jahren 1965 bis 1969 gewann Jewgeni Frolow dann fünfmal in Folge die sowjetische Meisterschaft. Er besiegte dabei Wladimir Karimow, Waleri Frolow, Juri Poljakow, Gurgen Sajadjan und noch einmal Waleri Frolow jeweils nach Punkten.
1965 war er auch bei der Europameisterschaft in Berlin am Start. Er gewann dort zunächst über Willem Gerlach aus den Niederlanden durch techn. KO in der 2. Runde und über Reinhold Flor aus der Bundesrepublik Deutschland nach Punkten. Im Viertelfinale traf er auf Jerzy Kulej und unterlag diesem wiederum nach Punkten. Er schied damit aus und blieb mit dem 5. Platz ohne Medaille.
Bei der Europameisterschaft 1967 wurde Jewgeni Frolow nicht eingesetzt. Er startete aber im Jahre 1968 wieder bei den Olympischen Spielen in Mexiko-Stadt. Er kam dort zu Punktsiegen über Ray Maguire aus Australien (5:0) und Issaka Babore, Nigeria (4:1), unterlag aber im Viertelfinale dem Kubaner Enrique Regueiferos knapp nach Punkten (2:3 Richterstimmen). Er kam damit nicht in die Medaillenränge und belegte den 5. Platz.
Danach bestritt er keine internationalen Meisterschaften mehr.

## Internationale Erfolge
| Jahr | Platz  | Wettbewerb         | Gewichtsklasse | Ergebnis |
| 1964 | Silber | OS in Tokio        | Halbwelter     | nach einem techn. KO-Sieg in der 2. Runde über Brian Mansell, Neuseeland, einem Punktsieg über Charley Ellis, USA, einem kampflosen Sieg über Wladimir Kucera, CSSR, einem Punktsieg über Habib Galhia, Tunesien und einer Punktniederlage gegen Jerzy Kulej, Polen (0:5) |
| 1965 | 5.     | EM in Berlin       | Halbwelter     | nach einem techn. KO-Sieg in der 2. Runde über Willem Gerlach, Niederlande, einem Punktsieg über Reinhold Flor, Bundesrepublik Deutschland und einer Punktniederlage gegen Jerzy Kulej                                                                                    |
| 1968 | 5.     | OS in Mexiko-Stadt | Halbwelter     | nach Punktsiegen über Roy Maguire, Australien (5:0) und Issaka Dabore, Nigeria (4:1) und einer Punktniederlage gegen Enrique Regueiferos, Kuba (2:3) |

## Länderkämpfe
| Jahr | Ort           | Begegnung                  | Gewichtsklasse | Ergebnis                            |
| 1960 | Moskau        | Moskau gegen London        | Halbwelter     | Punktniederlage gegen Bobby Kelsey  |
| 1962 | Moskau        | UdSSR gegen Japan          | Halbwelter     | Punktsieg über K. Fujihura          |
| 1963 | Tiflis        | UdSSR gegen England        | Halbwelter     | Punktsieg über Larry O’Connell      |
| 1964 | Moskau        | UdSSR gegen Polen          | Halbwelter     | Punktsieg über Jerzy Kulej (2:1)    |
| 1967 | Berlin (West) | Berlin (West) gegen Moskau | Halbwelter     | Punktsieg über Hartmut Dressler     |
| 1968 | Glasgow       | Schottland gegen UdSSR     | Welter         | Punktsieg über Bedie                |
| 1968 | Dublin        | Irland gegen UdSSR         | Welter         | Punktniederlage gegen Francis Young |

## Meisterschaften der Sowjetunion
| Jahr | Platz | Gewichtsklasse | Ergebnis                                                                         |
| 1961 | 3.    | Halbwelter     | Punktniederlage im Halbfinale gegen Gennadi Tschurnajew                          |
| 1963 | 1.    | Halbwelter     | Punktsiege im Halbfinale über Aloizs Tumiņš und im Finale über Jewgeni Scherznew |
| 1964 | 2.    | Halbwelter     | nach einer Punktniederlage im Finale gegen Wladimir Karimow                      |
| 1965 | 1.    | Halbwelter     | nach einem Punktsieg über Wladimir Karimow                                       |
| 1966 | 1.    | Halbwelter     | nach einem Punktsieg im Finale über Waleri Frolow                                |
| 1967 | 1.    | Halbwelter     | nach einem Punktsieg im Finale über Juri Poljakow                                |
| 1968 | 1.    | Halbwelter     | nach einem Punktsieg im Finale über Gurgen Sajadjan                              |
| 1969 | 1.    | Halbwelter     | nach einem Punktsieg im Finale über Waleri Frolow                                |

Erläuterungen
- OS = Olympische Spiele, EM = Europameisterschaft
- Gewichtsklasse: Halbwelter bis 63,5 kg und Welter bis 67 kg Körpergewicht